# Конгарово
Конгарово — деревня в Орджоникидзевском районе Хакасии. Входит в состав Новомарьясовского сельского поселения.

## География
Расположена на левом берегу реки Чулым. Граничит с Ужурским районом Красноярского края.

## История
Деревня возникла приблизительно в 1920 году. До Октябрьской революции 1917 на этом месте были улусы Конгаровых и Ботиных.

## Население
| 2002 | 2010 |
| ---- | ---- |
| 122  | ↘74  |

Число хозяйств — 49, население — 137 человек. (01.01.2004).

## Известные уроженцы
Мамышева (Созорова) Елена Петровна - российский историк, доктор исторических наук.